# Скрипков, Яков Никифорович
Яков Никифорович Скрипков (13 января 1919, село Полуямки Михайловского района Алтайского края — 13 февраля 2016, Москва, Россия) — советский и российский живописец, народный художник РСФСР (1980).

## Биография
Родился в селе Полуямки Михайловского района Алтайского края.
После окончания 9 классов в 1937 году поехал с другом в Москву, где попытался поступить в Московское художественное училище памяти 1905 года, но неудачно.
Учился в с 1937 по 1939 год в Московском художественно-промышленном техникуме им. М. И. Калинина.
В 1939 году призвали в армию, служил в разведке, стал армейским журналистом и художником, сотрудником газеты 61-й дивизии «Натиск», участвовал в боях на Халхин-Голе.
После окончания войны, с 1946 по 1954 год учился в Московском институте прикладного и декоративного искусства[уточнить] у А. А. Дейнеки и П. М. Шухмина.
Основатель Михайловской сельской народной картинной галереи (1975).
Будучи профессором кафедры рисунка, вел теоретические занятия по рисунку со студентами Московского архитектурного института.
Умер 13 февраля 2016 года в Москве. Похоронен на Николо-Архангельском кладбище Московской области.

## Творчество
Участник художественных выставок с 1941 года.
Основные произведения:

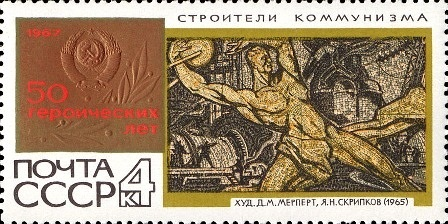
Картина "Строители коммунизма" на почтовой марке СССР, 1967 год

- комплекс мозаичных пилонов на костровых площадках Всесоюзного пионерского лагеря «Артек» (1958—1963)
- комплекс мозаичных пилонов на Аллее Героев в Звёздном городке (1964−1968)

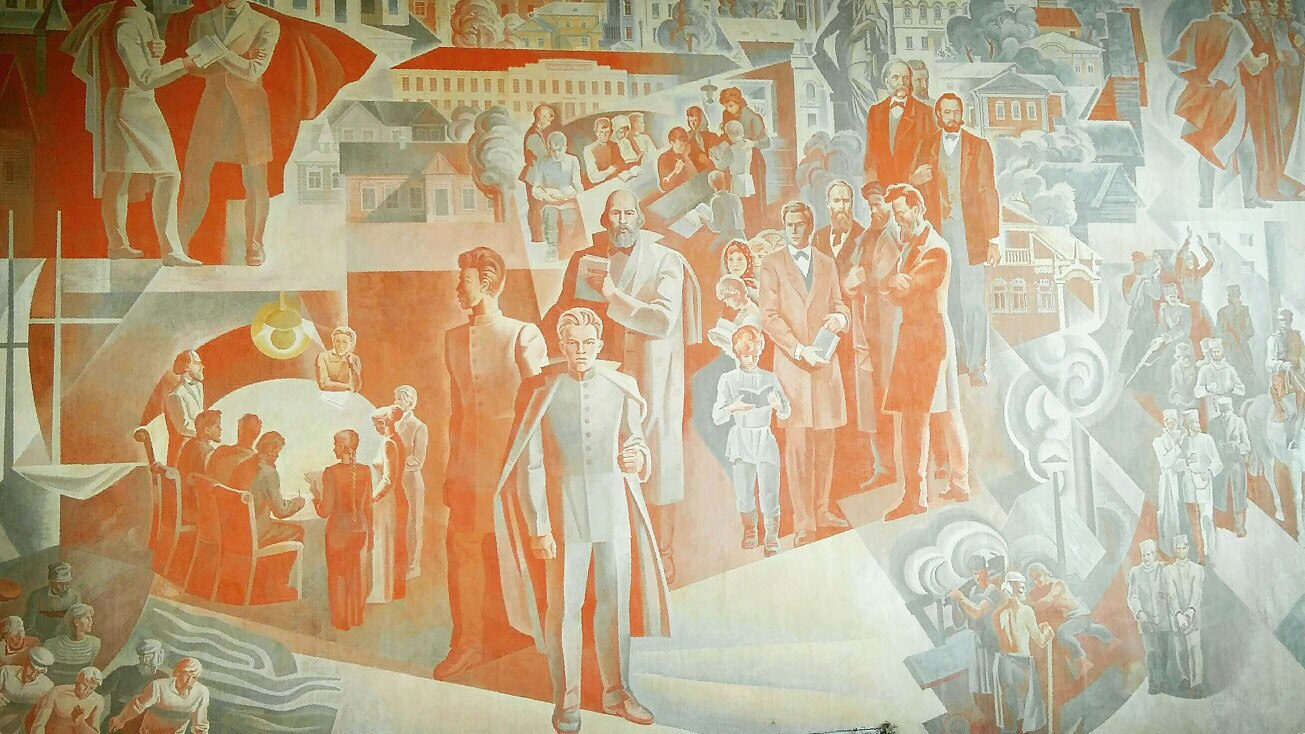
Мозаичное панно в главном корпусе УлГПУ имени И. Н. Ульянова (Ульяновск).

- Мозаичное панно в главном корпусе УлГПУ имени И. Н. Ульянова (Ульяновск).росписи в мемориальном зале комплекса, посвященном 100-летию со дня рождения В. И. Ленина в Ульяновске (1968—1973)
- мозаики «Союз — Аполлон» и «Интеркосмос» в Звёздном городке
- Алтайский краевой театр драмы имени В. М. Шукшина
- Драматический театр имени М. Горького (Волгоград)
- железнодорожный вокзал в Волгограде
- здания филармоний в Твери и Чебоксарах
- павильоны «Наука» и «Культура» на ВДНХ в Москве
- оформление научного читального зала в РГБ им. В. И. Ленина
- Дворец культуры имени А. М. Горького в Филях
- роспись Нововоронежской атомной электростанции.
- многие мозаичные портреты, которыми оформлен Звездный городок в Крыму
- серия портретов космонавтов, в частности, первый рисунок Юрия Гагарина с натуры
- циклы пейзажей из Флоренции, Венеции, руин древней Помпеи

Стихотворное творчество:

В двухтомнике стихов поэтов-фронтовиков Алтайского края, выпущенном к 70-летию Победы, размещено более десятка стихотворений Скрипкова — «Родина», «Белая береза», стихи на военную тематику.

## Награды и звания
- Орден Отечественной войны II степени
- Медаль «За боевые заслуги»
- Медаль «За победу над Японией»
- Медаль «За трудовую доблесть»
- Медаль Алтайского края «За заслуги перед обществом»[1]
- Народный художник РСФСР (1980)
- Заслуженный художник РСФСР (1966)
- Диплом Академии художеств СССР — за росписи Дворца пионеров в Ульяновске[2][3]
- Премия Ленинского комсомола — за мозаичные пилоны в пионерском лагере «Артек»
- Медаль «За заслуги перед обществом» (Алтайский край, 19 декабря 2013) — за активную общественную деятельность во благо Алтайского края